# Wehrunterricht
Wehrunterricht war als Teil der Wehrerziehung in der DDR zwischen 1978 und 1989 ein obligatorisches Unterrichtsfach für alle Schüler der 9. und 10. Klassen der Polytechnischen und Erweiterten Oberschulen. Der Unterricht bestand aus einem theoretischen Teil in den Schulen, einem Wehr- oder Zivilverteidigungslager und den abschließenden so genannten „Tagen der Wehrbereitschaft“. Die Wehrerziehung setzte sich mit der vormilitärischen Ausbildung während der Berufsausbildung und in der Abiturstufe der Erweiterten Oberschulen fort.

## Einführung als Pflichtfach
Nachdem bis Anfang der 1970er Jahre in den anderen Staaten des Warschauer Pakts ein reguläres wehrpolitisches Unterrichtsfach an den allgemeinbildenden Schulen eingeführt worden war, forderte erstmals 1973 eine Studie der Akademie der Pädagogischen Wissenschaften der DDR die Einrichtung eines entsprechenden Faches auch in der DDR. Ab 1976 bereitete auf Beschluss des Politbüros des Zentralkomitees (ZK) der SED eine Arbeitsgruppe unter Verantwortung des Ministeriums für Volksbildung unter Bildungsministerin Margot Honecker, des Ministeriums für Nationale Verteidigung und der Abteilung Volksbildung des ZK der SED die Einführung des Schulfaches vor. Am 1. September 1978 begann das reguläre, jedoch unbenotete Unterrichtsfach zunächst für die 9. Klassen, ein Jahr später für die 10. Klassen.
Die Teilnahme am Wehrunterricht in der Schule war im Rahmen der allgemeinen Schulpflicht für alle Schüler verbindlich. Den Jugendlichen blieb ein Recht auf eine Verweigerung dieser Ausbildung verwehrt, da in der DDR auch der Wehrdienst nur mit Schwierigkeiten verweigert werden konnte. Versuche der Eltern, ihre Kinder davon zu befreien (beispielsweise aus religiösen Gründen oder wenn die Eltern einen Ausreiseantrag gestellt hatten), scheiterten meist. Wurde einem solchen Antrag ausnahmsweise entsprochen, galt die Zeit des Wehrunterrichts jedoch nicht als unterrichtsfrei, sondern es wurde ein Ersatz bestimmt.
Eltern, die ihre Kinder nicht teilnehmen lassen wollten, galten als politisch unzuverlässig und mussten mit einer Überwachung durch das MfS rechnen. Bei Nichtteilnahme von Schülern wurden auch die entsprechenden Dienststellen des Ministeriums des Inneren mit einbezogen.
Nachdem die Einführung des Faches im Frühjahr 1978 bekanntgeworden war, protestierten bereits vor dem Beginn des Unterrichts im Juni sowohl die Evangelische als auch die Katholische Kirche dagegen. Die Evangelische Kirche nahm dies zum Anlass für die Erarbeitung eines Konzeptes „Erziehung zum Frieden“ und ein generell verstärktes friedenspolitisches Engagement.

## Aufbau und Ziele des Wehrunterrichts
Der Wehrunterricht beinhaltete einen theoretischen Teil zu „Fragen der sozialistischen Landesverteidigung“. In den vorgesehenen vier Doppelstunden pro Schuljahr wurde militärisches und politisches Grundlagenwissen über die Nationale Volksarmee (NVA) vermittelt. Dieser Unterricht fand gelegentlich als Blockveranstaltung statt und wurde zum Teil von NVA-Offizieren der Reserve in Uniform abgehalten. Am Ende der 9. Klasse war ein zweiwöchiges Wehrlager beziehungsweise ein Lehrgang für Zivilverteidigung (ZV) für die Mädchen und diejenigen Jungen, die nicht in das Wehrlager fuhren, Bestandteil des Wehrunterrichts. Den Abschluss des Wehrunterrichts bildeten in den Winterferien der 10. Klasse drei so genannte „Tage der Wehrbereitschaft“.
Der Wehrunterricht sollte bei den Jungen sowohl zur Vorbereitung auf den späteren Grundwehrdienst als auch zur Werbung für eine Verpflichtung als Soldat auf Zeit oder Berufssoldat für die NVA, die Grenztruppen, die Kasernierten Einheiten des MdI oder dem Wachregiment des MfS dienen. Außerdem sollten die Jugendlichen politisch geformt und auf Staatskurs gehalten werden.

## Wehrlager
Für das Wehrlager wurden alle männlichen Schüler der neunten Klassen in den einzelnen Kreisen zusammengefasst und für die Dauer von zwei Wochen ausgebildet. Die Ausbildung fand meist in Kinderferienlagern statt, es wurden aber auch Anlagen und Ausrüstungsgegenstände der Gesellschaft für Sport und Technik (GST) und der NVA genutzt. Die Ausbildung und Betreuung der Schüler übernahmen dabei meist Offiziersschüler und NVA-Offiziere der Reserve. Die Ausbildung umfasste an zwölf Ausbildungstagen je acht Stunden, die Schüler trugen dabei Uniformen der GST. Bestandteile der Ausbildung waren unter anderem das Training im Handgranatenwurf (Attrappe einer „F1“-Handgranate), das Bewegen und Orientieren im Gelände, Übungen mit Gasmasken und Schutzanzügen, Ausdauerläufe, teils auch das Überwinden der Sturmbahn sowie das Schießen mit Luftgewehren oder der KK-MPi 69, einer Kleinkaliber-Maschinenpistole, deren Aussehen und Bedienung weitgehend der der Kalaschnikow entsprach. Dazu kamen Ordnungsübungen („Exerzieren“) sowie militärtheoretischer und politischer Unterricht, der von Armeeangehörigen durchgeführt wurde. Es wurden Wettbewerbe um die „besten Ausbildungsresultate“ zwischen den Klassen veranstaltet.

## Lehrgang für Zivilverteidigung
Die Mädchen mussten stattdessen an einem Lehrgang für Zivilverteidigung teilnehmen, der unter anderem eine Ausbildung in Erster Hilfe und Evakuierungsmaßnahmen umfasste und meist in der Schule stattfand. Die Ausbildung dauerte an zwölf Tagen jeweils sechs Stunden. An diesem ZV-Lager nahmen auch die Jungen teil, die nicht ins Wehrlager fuhren. Dies betraf in den ersten Jahren nach Einführung des Wehrunterrichts einen Großteil der Jungen, da es noch nicht genügend Plätze für alle Jungen gab, später waren dies nur noch sehr wenige. Um ideologische Auseinandersetzungen und mögliche Zersetzungserscheinungen zu vermeiden, wurden in Einzelfällen unwillige und kritische Schüler vom Wehrlager ausgeschlossen, die dann auch an der ZV-Ausbildung in der Schule teilnehmen mussten.

## Ende der Wehrerziehung und Distanzierung
Während der Wende und friedlichen Revolution 1989 äußerten sich hunderte Eltern, Schüler und Vertreter der Kirchen öffentlich gegen den Wehrunterricht. Für viele Eltern war diese Vereinnahmung ihrer Kinder ein Antrieb, gegen die Zustände anzugehen. 1990 fanden keine Wehrlager mehr statt. Die einzige frei gewählte Volkskammer schaffte den Wehrunterricht und das Schulfach Staatsbürgerkunde im Mai 1990 offiziell ab.